# Slangmakrelen
De slangmakrelen (Gempylidae) vormen een familie van baarsachtige vissen.
Het zijn langgerekte vissen gelijkend op de barracuda's met een lange rugvin. De grootste soort uit de familie, de snoekmakreel (Thyrsites atun), kan tot twee meter lang worden.
Enkele soorten uit deze familie zoals Ruvettus pretiosus en Lepidocybium flavobrunneum bevatten een sterk laxerende olie, gempylo-toxine een niet-verteerbare wasester. Wasesters bestaan uit zeer lange ketens, het zijn C32, C34, C36 en C38 vetzuren. Wie deze vissoorten eet vindt soms een oranjekleurige olie in de ontlasting. Daarom worden ze ook wel olievis, botervis of botermakreel genoemd. Sommige soorten heten ook wel "escolar" (Spaans voor scholier).
Ze leven in diep water en enkele soorten zijn belangrijk voor zowel de beroeps- als de sportvisserij.

## Geslachten
Volgens Fishbase zijn er zestien geslachten:
- Diplospinus Maul, 1948
- Epinnula Poey, 1854
- Gempylus Cuvier, 1829
- Lepidocybium Gill, 1862
- Nealotus Johnson, 1865
- Neoepinnula Matsubara & Iwai, 1952
- Nesiarchus Johnson, 1862
- Paradiplospinus Andriashev, 1960
- Promethichthys Gill, 1893
- Rexea Waite, 1911
- Rexichthys Parin & Astakhov, 1987
- Ruvettus Cocco, 1833
- Thyrsites Lesson, 1831
- Thyrsitoides Fowler, 1929
- Thyrsitops Gill, 1862
- Tongaichthys Nakamura & Fujii, 1983

De zwarte makreel (Scombrolabrax heterolepis) werd vroeger ook in deze familie ingedeeld, maar zit nu als enige soort in de familie Scombrolabracidae (zwarte makrelen).